# Stop This Flame
Stop This Flame è un singolo della cantante britannica Celeste, pubblicato il 9 gennaio 2020 come secondo estratto dal primo album in studio Not Your Muse.

## Descrizione
La canzone è ampiamente basata su un riff di piano, la cui melodia trae ispirazione dal brano spiritual Sinnerman, nella versione del 1965 interpretata da Nina Simone.

## Video musicale
Il video musicale, diretto da Leonn Ward e girato a New Orleans, è stato reso disponibile il 7 febbraio 2020 sul canale YouTube della cantante.

## Tracce
Testi e musiche di Jamie Hartman e Celeste Epiphany Waite.
1. Stop This Flame – 3:29

## Successo commerciale
In Italia il brano è stato il 50º più trasmesso dalle radio nel 2020.

## Classifiche

### Classifiche settimanali
| Classifica (2020-21) | Posizione massima |
| -------------------- | ----------------- |
| Belgio (Fiandre)     | 5                 |
| Belgio (Vallonia)    | 6                 |
| Irlanda              | 83                |
| Islanda              | 27                |
| Paesi Bassi          | 80                |
| Regno Unito          | 47                |

### Classifiche di fine anno
| Classifica (2020) | Posizione |
| ----------------- | --------- |
| Belgio (Fiandre)  | 17        |
| Belgio (Vallonia) | 26        |